# نجم‌الدین بمات
نجم الدین بمات (۱۹۲۲–۱۹۸۵)، روشنفکر، نویسنده، زبان‌شناس و اسلام‌شناس فرانسوی-افغانی است.

## حیدر، از قفقاز تا پاریس
حیدر (نجم الدین) بمات متولد دسامبر۱۹۲۲ در پاریس، در تبعید مادری، متعلق به یک خانواده چچنی (زینب چرموف) که اجدادش علاوه بر این در مقاومت علیه رژیم تزاری شرکت کرده بودند، و پدری اهل کوموکی، حیدر بامات (متولد در قفقاز شمالی). در سال ۱۸۹۰,درگذشت۱۹۶۵ در پاریس)،
حیدر بمات در سن پترزبورگ حقوق خواند و زبان‌های مختلفی از جمله فرانسوی را مطالعه کرد و به محض اقامت در پاریس در اوایل دهه ۱۹۲۰ مقالات متعددی را در سوئیس و فرانسه منتشر کرد. این نوشته‌ها به همان اندازه بر تأثیر تعالیم صوفیانه گواهی می‌دهند که تزهای اصلاح‌طلبانه آن توسط نوآورانی مانند شهاب‌الدین مرجانی (۱۸۱۸–۱۸۸۹) متکلم-تاریخ تاتاری‌تبار توسعه داده شد. اندیشه‌ای که به سمت انطباق آموزه‌های دینی مسلمانان، جایگاه زن، تسلط بر روش‌ها و فنون غربی در حفظ اخلاق اسلام، اصلاح خلافت عثمانی با دموکراسی کردن زندگی سیاسی و غیره معطوف بود.
حیدر بامته به دلیل روابط ممتازش با سلطنت افغانستان، ملیت خود را در سال ۱۹۲۲ به دست آورد و سفیر افغانستان در پاریس و برن شد. او همچنین با نام مستعار ژرژ ریوآر نویسنده چندین نشریه از جمله کمک مسلمانان به تمدن و چهره‌های اسلام در سال ۱۹۴۷ بود که در آن پسرش فصل هنر را نوشت.

## شخصیتی در اسلام معاصر
نجم الدین بمات با این میراث و این تحصیلات دوره‌های آموزشی متعددی را آغاز کرد. حقوق روم در لوزان (جایی که از پایان‌نامه ای در مورد «منشأ و ماهیت میراث سیندی مودو» دفاع کرد)، دوره‌های لویی ماسینیون در پاریس، الهیات مسلمانان در الازهر، علوم مطالعات اجتماعی در کمبریج و پاریس، در حالی که در همان زمان حدود پانزده زبان را یادمی‌گیرند. در طول اقامت خود در قاهره، از رنه گنون دیدن کرد.
پدرش در کودکی نماد صلیب را به او هدیه داده بود، اثری که تأثیر عمیقی بر او گذاشته بود.
در سال ۱۹۴۷ او به عنوان نماینده افغانستان در سازمان ملل منصوب شد و به یونسکو پیوست و در آنجا قرار بود این پروژه را هماهنگ کند. شرق-غرب در سال 1958. او تا سال ۱۳۵۸ سمت‌های متعددی را در آنجا برعهده داشت و تا سال ۱۳۵۸ مشاور ویژه معاونت فرهنگی و ارتباطات مدیرکل شد. مروجین گفتگوهای بین ادیان از او تقاضای زیادی خواهند کرد و او همچنین به بسیاری از نشست‌های بین فرهنگی بین‌المللی خواهد پیوست. او که یکی از دوستان ژاک برک بود، نظرات خود را در مورد نیاز به آشتی در اسلام به اشتراک گذاشت. اصالت و مدرنیته ". او همچنین به برگزاری گفتگوهای اسلام در مراکز فرهنگی و جوانان حومه پاریس یا در نمازخانه‌های استان‌ها بسیار دلبسته بود. استاد اسلام‌شناسی در دانشگاه پاریس در اواسط دهه ۱۹۷۰شد، پس از خروج وینسنت مونته، همچنین از سال ۱۹۸۳ به درخواست برکه، به پخش تلویزیونی یکشنبه اسلامی پرداخت. او چندین برنامه برای فرهنگ فرانسه با همکاری Eva de Vitray-Meyerovitch، متخصص جلال الدین رومی و تصوف ضبط کرد. در اوایل دهه ۱۹۸۰، دانشگاه پاریس هفتم او را به عنوان استاد منصوب کرد.
مداخلات او که ترکیبی از روشن بینی، شناخت و توازن بود به گسترش برداشتی عالی، باز و ظریف از اسلام کمک کرد. همان‌طور که ژان دورمسون در مقدمه ای برای انتشار برخی از سخنرانی‌های بمات می‌نویسد."او خیره کننده بود. همه کسانی که او را حتی یک بار ملاقات کردند، مجذوب دانش و استعدادش شدند». گفتمان او که مملو از معنویت بود، به سوی امر جهانی چرخید و هدفش فراتر رفتن از مرزهای فرقه ای یا سیاسی بود. بینش او از اسلام مبتنی بر حقیقتی درونی بود که پشتوانه و نقطه تعادل آن علاوه بر این با مفهوم رازداری معنوی سر مطابقت داشت که به گمان او تمدن اسلامی اجازه نمایش بیرونی در سطوح اخلاقی و زیبایی‌شناختی می‌داد. همچنین فنی از این رو، به گفته وی، امکاناتی اسلام در اختیار دارد که بتواند با مدرنیته سازگار شود.

## مرگ
نجم الدین درحال پیاده‌روی در یکی از خیابان‌های فرانسه در سال ۱۹۸۵ بر اثر تصادف کشته می‌شود. پژوهشگران احتمال می‌دهند این واقعه نقشه ای برای ترور نجم الدین بوده‌است.

## آثار،[۱۰]

### نویسنده
- منشأ و ماهیت وصیت، ۱۹۴۷.
- اسلام و دولت، پاریس، ۱۹۵۶.
- اسلام در ساحل عاج و زائران عاج، ابراهیم هایدارا؛ به سرپرستی نجم الدین بمات، ۱۹۸۵.
- و خود پرنده بالهایش را باز می‌کند. توسط دنیس بارات، ۱۹۸۵.
- شهرهای اسلام، پاریس، آرتو، ۱۹۸۷.
- اسلام و غرب: دیالوگ‌ها، پیش. توسط ژان دورمسون. نوشته جوزف کی-زربو، ورنون ۲۰۰۰.

### پیشگفتار
- شرق در آینه، رولاند و سابرینا میشا؛ ارائه توسط نجم الدین بمات.
- شومیز / پاریس. ۱۹۸۳.
- مکه و مدینه امروز، حمزه کای͏̈دی؛ با همکاری نجم الدین بمات و الهاچمی تیدجانی، پاریس، ۱۹۸۰.